# ソングス・フロム・ロンリー・アヴェニュー
『ソングス・フロム・ロンリー・アヴェニュー』 (Songs From Lonely Avenue) とはアメリカのビッグ・バンド、ブライアン・セッツァー・オーケストラが2009年にリリースしたアルバム。

## 解説
フィルム・ノワールやクライム・ノヴェルの世界にインスパイアされ、架空のストーリーをもとにサウンドトラックを作るというコンセプトで制作されたため、全体的にストーリー性があり、ロック色の強い作品となっている。

## 収録曲
- 14.は日本盤ボーナストラック

1. トラブル・トレイン - Trouble Train
2. デッド・マン・インコーポレイテッド - Dead Man Incorporated
3. キス・ミー・デッドリー - Kiss Me Deadly
4. ギミー・サム・リズム・ダディー - Gimme Some Rhythm Daddy
5. ロンリー・アヴェニュー - Lonely Avenue
6. キングス・オブ・ザ・ホール・ダム・ワールド - Kings Of The Whole Damn World
7. ミスター・ジャザー・ゴーズ・サーフィン - Mr. Jazzer Goes Surfin'
8. ミスター・サーファー・ゴーズ・ジャジン - Mr. Surfer Goes Jazzin'
9. マイ・ベイビー・ドント・ラヴ・ミー・ブルース - My Baby Don't Love Me Blues
10. ラヴ・パートナーズ・イン・クライム - Love Partners In Crime
11. パッション・オブ・ザ・ナイト - Passion Of The Night
12. ダイムス・イン・ザ・ジャー - Dimes In The Jar
13. エレーナ - Elena
14. ロンリー・アヴェニュー(リプリーズ) - Lonely Avenue(Reprise)